# Marissa Janet Winokur

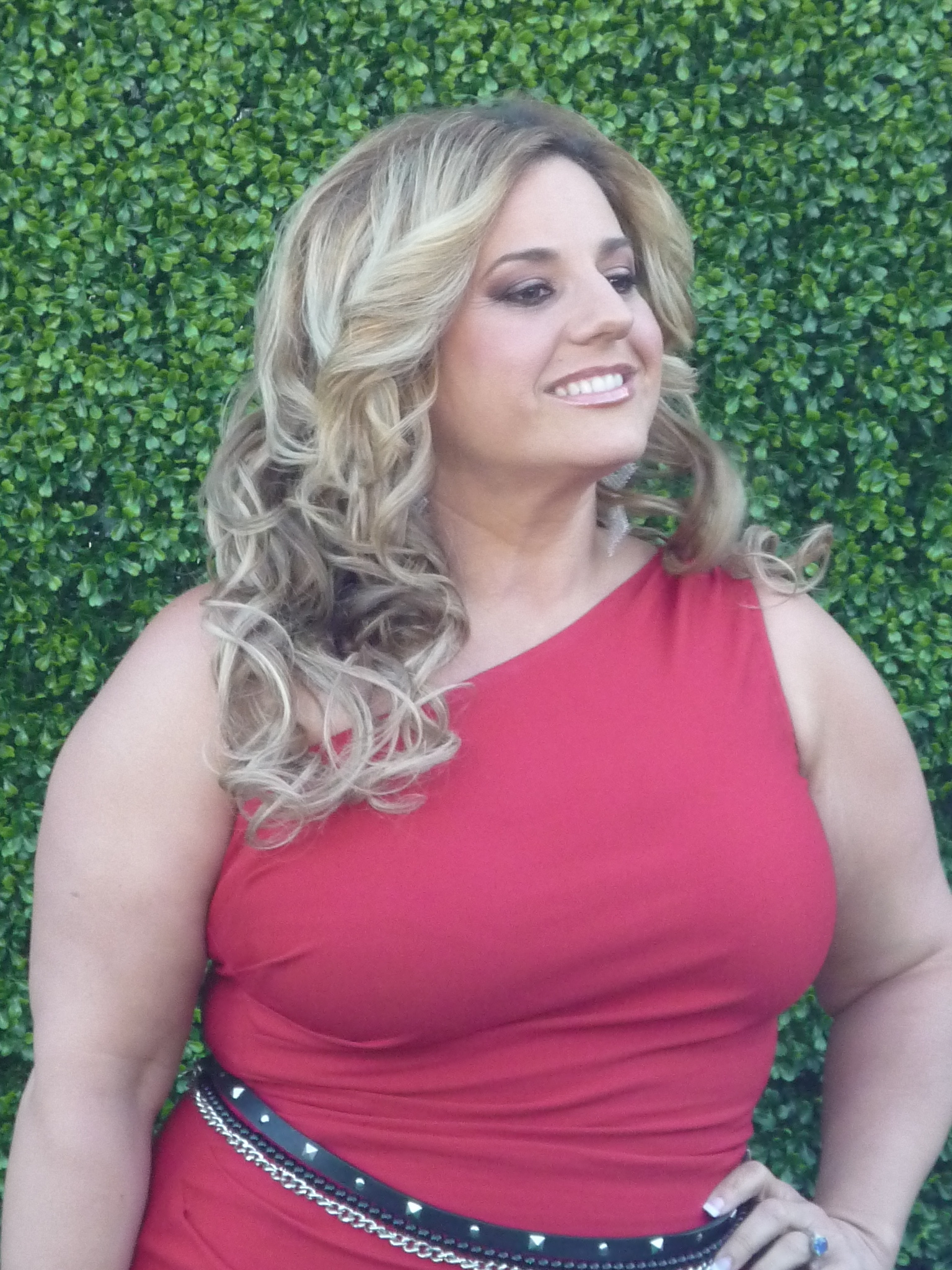
Marissa Jaret Winokur (2010)

Marissa Jaret Winokur, född 2 februari 1973, är en Tony Award-belönad amerikansk skådespelare som är känd för sin roll som Tracy Turnblad i musikalversionen av John Waters film Hairspray från 1988. Hon har även gjort en roll i TV-serien Stacked, med Pamela Anderson i huvudrollen. Några av hennes andra TV-roller är i serierna Moesha, The Steve Harvey Show, Felicity, och Dharma & Greg.